# Bournezeau
Bournezeau ist eine französische Gemeinde mit 3471 Einwohnern (Stand: 1. Januar 2022) im Département Vendée in der Region Pays de la Loire. Sie gehört zum Arrondissement La Roche-sur-Yon und ist Teil des Kantons Chantonnay. Die Einwohner heißen Chantonnaisien(ne).

## Geografie
Bournezeau wird vom Fluss Petit Lay im Norden begrenzt. Umgeben wird Bournezeau von den Nachbargemeinden Saint-Hilaire-le-Vouhis im Norden und Nordosten, Chantonnay im Osten und Nordosten, La Réorthe im Südosten, Saint-Jean-d’Hermine und Sainte-Pexine im Süden, Les Pineaux im Süden und Südwesten, Thorigny im Westen und Südwesten sowie Fougeré im Westen und Nordwesten.
Durch die Gemeinde führen die Autoroute A83 (Anschluss Bournezeau-Chantonnay) und die früheren Route nationale 148 und 149bis (heutige D949B).

## Geschichte
Seit 1972 gehört die früher eigenständige Gemeinde Saint-Vincent-Puymaufrais zur Gemeinde.

### Bevölkerungsentwicklung
| Jahr      | 1962 | 1968 | 1975 | 1982 | 1990 | 1999 | 2006 | 2011 |
| Einwohner | 1745 | 1709 | 2172 | 2168 | 2336 | 2439 | 2852 | 3156 |

## Sehenswürdigkeiten

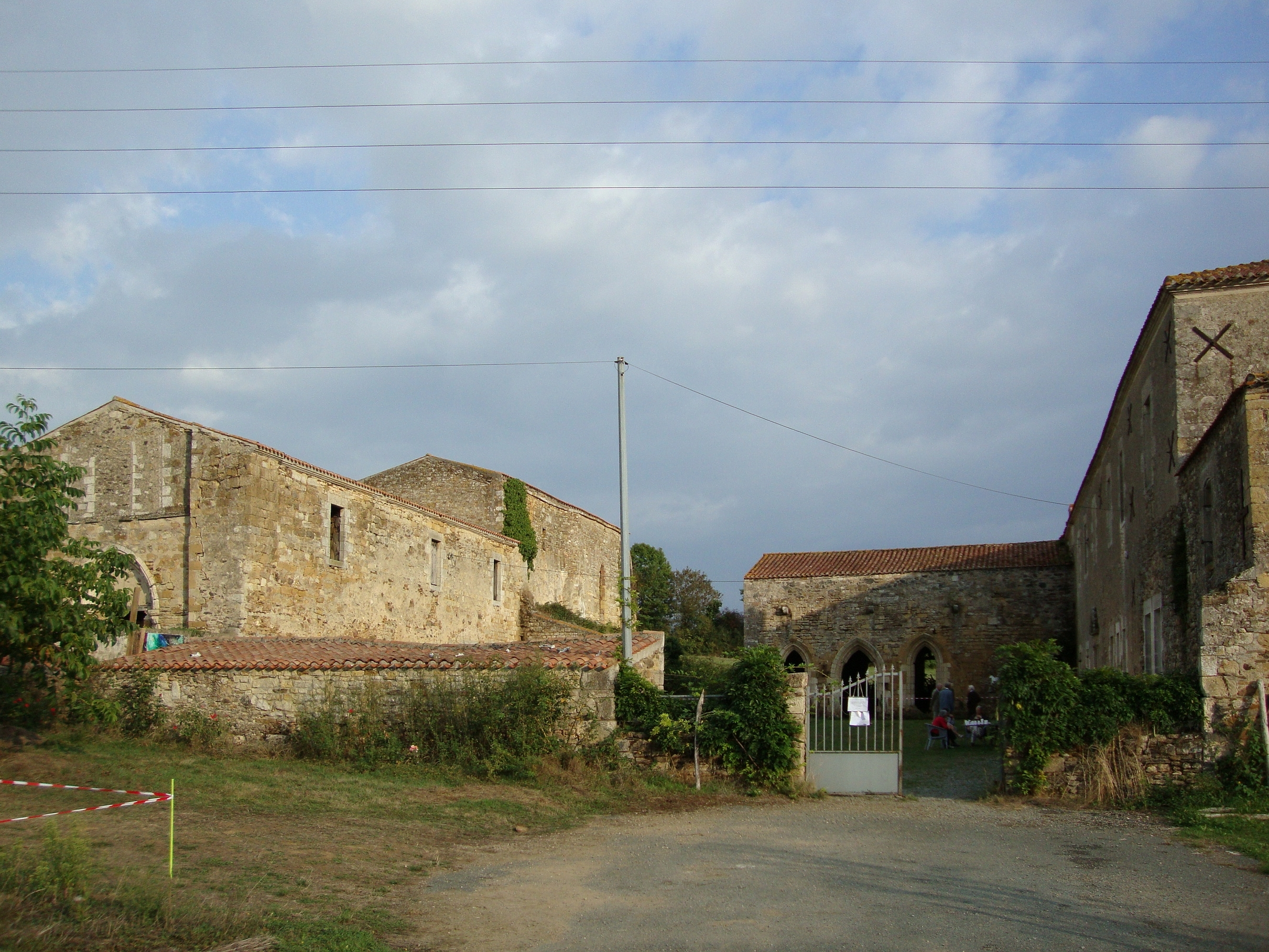
Kloster Trizay

- frühere Zisterzienserabtei Kloster Trizay, Anfang des 12. Jahrhunderts gegründet
- Kirche Saint-André in Bournezeau
- Kirche Notre-Dame-de-l’Assomption in Saint-Vincent-Puymaufrais
- Burgruine
- Herrenhaus von Beauregard aus dem 16. Jahrhundert
- Schloss Le Thibeuf aus dem 17. Jahrhundert
- Schloss La Rouchelourie aus dem 17. Jahrhundert
- Schloss La Girardière aus dem 17. Jahrhundert
- Schloss Le Chêne-Bertin aus dem 19. Jahrhundert
- Domäne von La Courbedomère aus dem 19. Jahrhundert
- Schloss Pally, 1824 rekonstruiert